# Firmicus campestratus
Firmicus campestratus là một loài nhện trong họ Thomisidae.
Loài này thuộc chi Firmicus. Firmicus campestratus được Eugène Simon miêu tả năm 1907.